# Les Fosses

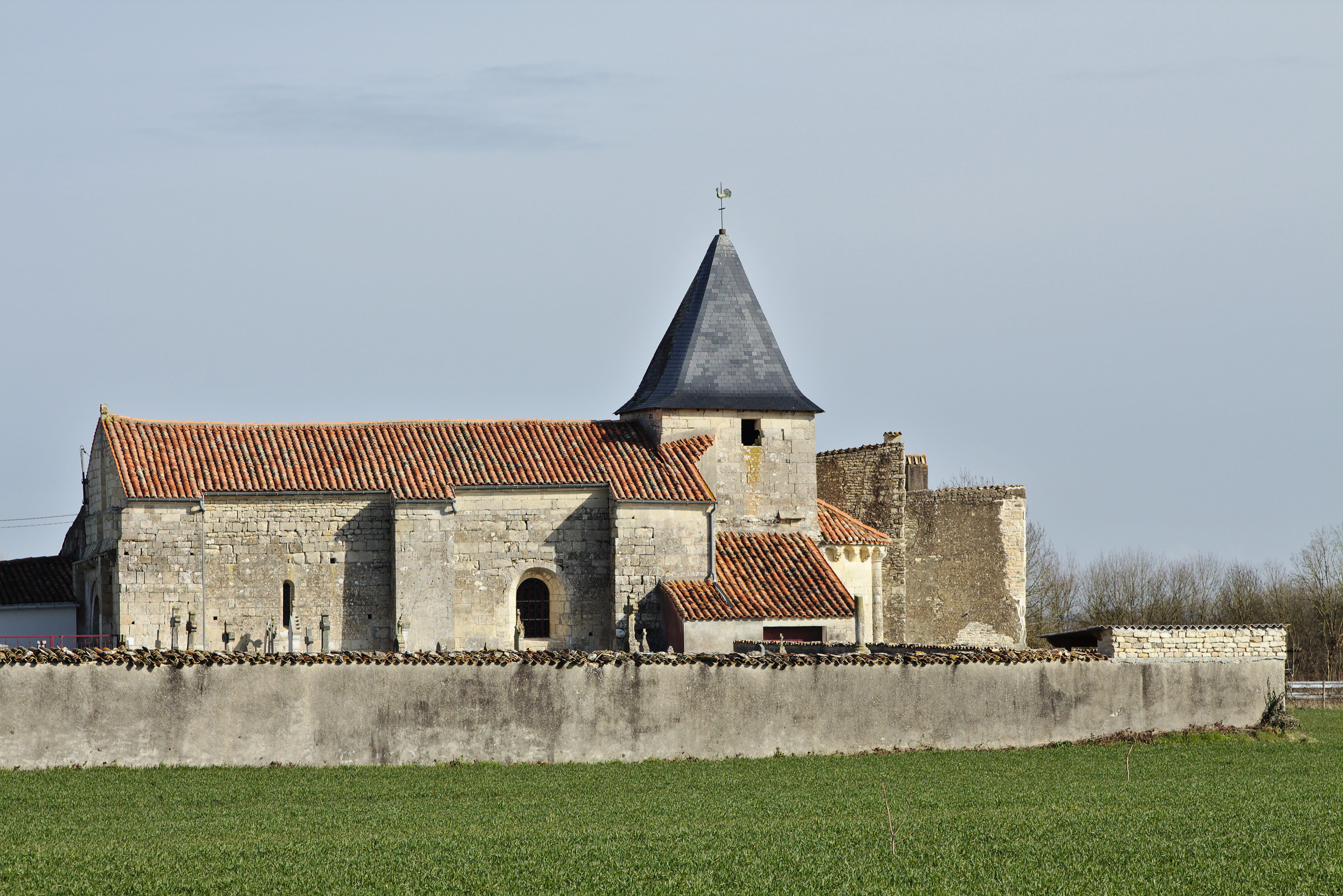
Kerk

Les Fosses is een gemeente in het Franse departement Deux-Sèvres (regio Nouvelle-Aquitaine) en telt 397 inwoners (2005). De plaats maakt deel uit van het arrondissement Niort.

## Geografie
De oppervlakte van Les Fosses bedraagt 12,1 km², de bevolkingsdichtheid is 32,8 inwoners per km².
De onderstaande kaart toont de ligging van Les Fosses met de belangrijkste infrastructuur en aangrenzende gemeenten.

## Demografie
Onderstaande figuur toont het verloop van het inwonertal (bron: INSEE-tellingen).